# Haploscelis coerulescens
Haploscelis coerulescens es una especie de coleóptero de la familia Endomychidae.

## Distribución geográfica
Habita en Madagascar.